# 新竹サイエンスパーク
 新竹サイエンスパーク（しんちくさいえんすぱーく、繁体字: 新竹科學園區）は、新竹地方の一つの工業団地から始まり、後に台湾全土に6つの工業団地に拡大した複合工業団地である。 新竹科学工業園は1980年12月15日に科学工業園区として設立された。

## 沿革
台湾の科学技術産業を育成する計画経済の一環として1980年に創設された。653ヘクタール（東京ドーム140個分）の広大な敷地に、グローバルに活躍する企業が本社や研究施設、工場を構えているほか、世界各国の先進科学企業の工場や支社も置かれている。